# Litvaks

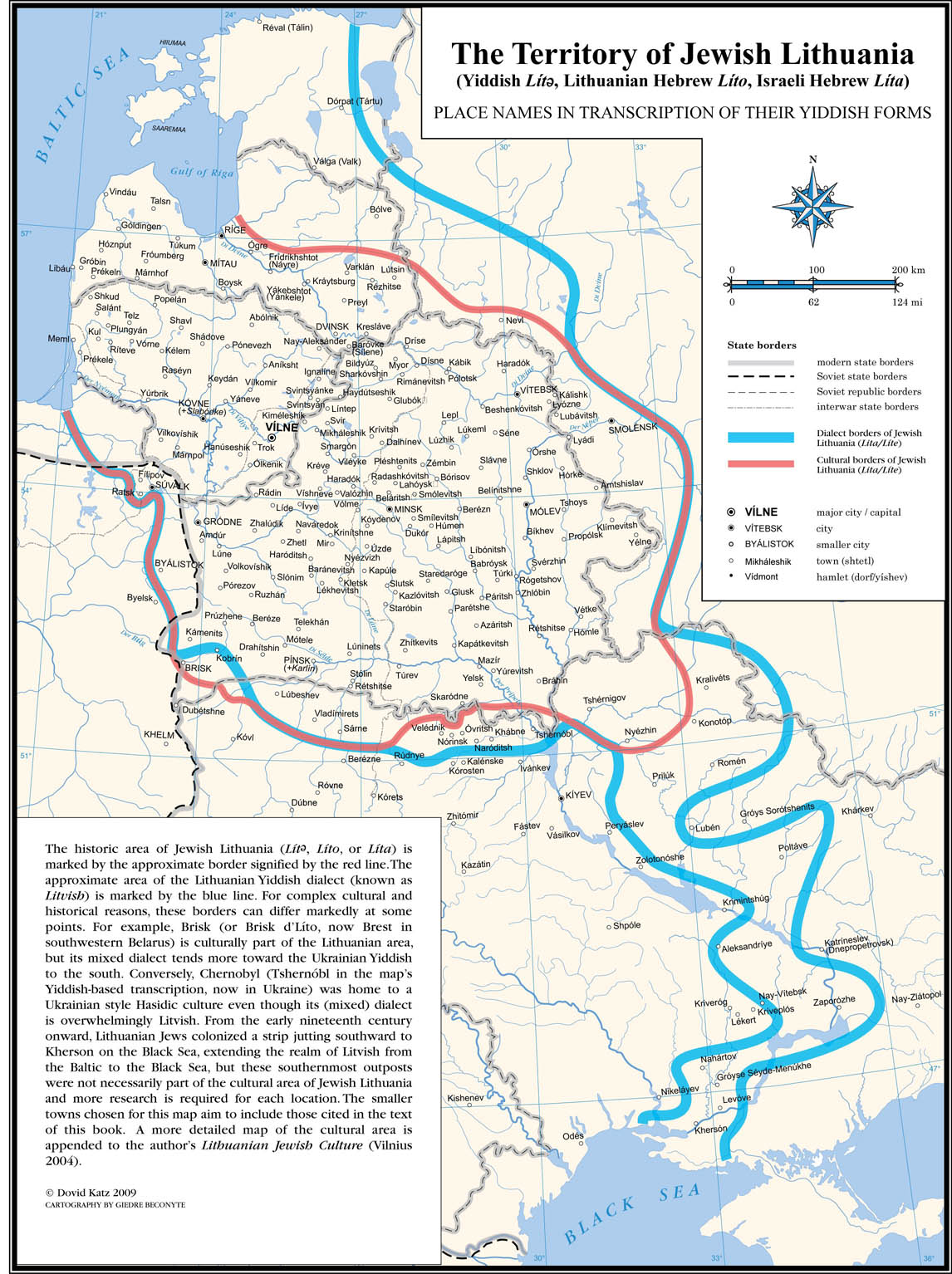

Les Juifs lituaniens ou Litvaks sont les Juifs originaires de l’ancien grand-duché de Lituanie. 

## Histoire

### Présentation
Ils ont habité en Lituanie depuis le XIVe siècle. C'est entre 1348 et 1351 que les premières grandes vagues de migrations juives atteignent la Lituanie. En 1388, Vytautas le Grand publie la première charte de protection des Juifs,.

### Essor
La communauté litvak a été marquée par un très grand essor intellectuel aux XVIIIe et XIXe siècles sous l'impulsion du Gaon de Vilna et de ses disciples les Mitnagdim, qui s'opposent aux Hassidim.
Les Litvaks ont compté, entre autres, Marc Chagall, Emmanuel Levinas, Jacques Lipschitz, Golda Meir, Chaïm Soutine, Mark Rothko, Bernard Berenson, Meyer Schapiro, Rafael Chwoles, le grand-père de Michel Hazanavicius, etc. Sergueï Eisenstein est parfois compté parmi eux.

### Disparition
Les Juifs de Lituanie ont été exterminés durant la Seconde Guerre mondiale. La communauté litvak reste présente en Israël et aux États-Unis.